# Лифде, Йохан де
Йохан Эвертсен де Лифде (нидерл. Johan de Liefde; 1619 — 21 августа 1673) — нидерландский адмирал XVII века, бывший вице-адмиралом Голландии и Западной Фрисландии при Совете Адмиралтейства Роттердама.

## Биография и карьера
Йохан де Лифде был младшим братом капитана Корнелиса де Лифде. 16 июня 1644 года он был назначен капитаном Адмиралтейства Мааса. Он сражался в том году на средиземноморском флоте против берберских пиратов  Алжира и захватил один пиратский корабль. Затем на короткое время последовала борьба против пиратов Дюнкерка. Во время Первой англо-голландской войны он снова был капитаном, предположительно, на кораблях Jonas и Dordrecht. В сражении у мыса Дандженесс он был под командованием Йохана Эвертсена,  когда де Рюйтер сменил де Витта. В 1656 году он служил капитаном Hollandia, на котором участвовал в снятии блокады с Данцига. 4 ноября 1657 года он захватил, участвуя в блокаде Лиссабона флотом Якоба ван Вассенара Обдама, судно португальского сахарного флота. Он на Dordrecht участвовал в сражении в Эресунне в 1658 году. В 1659 году он был обычным капитаном. В 1661 году он входил в составе эскадры де Рюйтера в Средиземном море, как капитан Stad Utrecht.
В преддверии Второй англо-голландской войны он 29 января 1665 года был назначен исполняющим обязанности контр-адмирала, сменив Арта Янсса ван Неса; 15 июня последовало утверждение в этой должности. Во время Лоустофтского сражения он воевал на Klein Hollandia как второй по старшинству во второй эскадре под командованием лейтенант-адмирала Йохана Эвертсена. 24 февраля 1666 года он получил повышение до исполняющего обязанности вице-адмирала, снова сменив ван Неса. Он участвовал в Четырёхдневном сражении; на четвертый день его эскадра окружила флотилию адмирала Кристофера Мингса и пресловутый английский пират был смертельно ранен двумя выстрелами снайпера с флагманского корабля де Лифде, Ridderschap van Holland. 5 сентября он был назначен вице-адмиралом. Во время рейда на Медуэй де Лифде, будучи вторым по старшинству в эскадре Виллема Йозефа ван Гента, захватил британский флагман Royal Charles. За это он был награждён Генеральными штатами золотой медалью с почётной золотой цепью.
После войны в 1668 году его портрет был нарисован Бартоломеусом ван дер Гельстом, в настоящее время он выставлен в Рейксмюсеуме. В 1670 году он отбивал атаки берберских пиратов.
Во время Третьей англо-голландской войны он участвовал во всех четырёх главных сражениях. В сражении при Солебее он воевал на Maagd van Dordrecht. Во время Первого сражения при Схооневелте на Vrijheid он был ранен осколком в лоб. После Второго сражения он был, как и его коллега Исаак Свирс, обвинён Корнелисом Тромпом в трусости, возможно, по политическим причинам, потому что де Лифде был личным другом де Рюйтера. Прежде чем он лично смог защитить свою честь, он был убит в сражении при Текселе 21 августа 1673 года. Его брат Корнелис в том же бою был смертельно ранен. Его сын Питер де Лифде был в том бою флаг-капитаном на De Zeven Provinciën. Преемник де Лифде, Ян Янссе ван Нес взял командование на себя.

## После смерти
Де Лифде был похоронен в Гроте Керк в Роттердаме. Позже, как последний адмирал Роттердама, он получил гробницу с увеличенным надгробием, которая будет утрачена в результате взрыва 14 мая 1940 года. На могиле была помещена эпитафия Йохана Антонидеса ван дер Гуса:
DE LIEFDE d'eer der Maas rust onder dezen steen
Die in acht Krijgen en vervaerlike oorloghstochten
Den Teems, de Seine en Zont en Iber heeft bevochten
En winnaer aen den Taag vertoonde zijn Trofeen
De Faem, ter grafzerk van den Zeeheldt uytgeborsten
Strekt Hem een tombe, langh verschuldight aen zijn swaert
Vervult al't aerdrijk, met sijn glorie en vervaert,
Noch met de schrik zijns naems, de vijantelijcke vorsten
Al wierd de zee geverwt met zijn doorluchtig bloet
En 't lighaem hier vergaet, nog leeft hij door zijn moet.